# Ельдяк (деревня)
Ельдяк (баш. Йәлдәк) — деревня в Дюртюлинском районе Республики Башкортостан Российской Федерации. Входит в состав Староянтузовского сельсовета. 

## География

### Географическое положение
Расстояние до:
- районного центра (Дюртюли): 26 км,
- ближайшей ж/д станции (Уфа): 117 км.

## Население
| 2002 | 2009 | 2010 |
| ---- | ---- | ---- |
| 56   | ↘45  | ↗46  |

### Национальный состав
Согласно переписи 2002 года, преобладающая национальность — русские (61 %).